# Pespire (ort)
Pespire är en ort i Honduras.   Den ligger i departementet Choluteca, i den sydvästra delen av landet, 60 km söder om huvudstaden Tegucigalpa. Pespire ligger 123 meter över havet och antalet invånare är 3 172.
Terrängen runt Pespire är huvudsakligen kuperad, men åt sydost är den platt. Runt Pespire är det ganska tätbefolkat, med 108 invånare per kvadratkilometer. Närmaste större samhälle är Nacaome, 14,9 km väster om Pespire. Omgivningarna runt Pespire är en mosaik av jordbruksmark och naturlig växtlighet.